# Coregonus trybomi
Coregonus trybomi es una especie de pez de la familia Salmonidae en el orden de los Salmoniformes.

## Distribución geográfica
Se encuentra en Europa: lagos  Oren,  Halsjön,  Äsunden y  Fegen en Suecia.